# TV Galaxie
Televize Galaxie (neboli Galaxie TV network) byl třetím plnoformátovým televizním kanálem po Nově a Primě, který vysílal z Hradce Králové.
Na rozdíl od jiných programů využíval pouze dva pozemní vysílače, vysílač Chlum o výkonu 1 kW a později vysílač Praha-Cukrák. Po celé České republice byl šířen prostřednictvím kabelových sítí, později byl šířen také nekódovaně digitálně přes satelit Kopernikus 2 na vysílací frekvenci 11,477 pol. horizontální v paketu CzechLink. Programová struktura Galaxie byla zaměřena především na hudbu, avšak byla doplněna zpravodajstvím a publicistikou, v nočních hodinách sportovními přenosy NHL, o nějakou dobu později také seriály a filmy. Po skončení vysílání byl vysílán videotext, čímž byl zajištěn nepřetržitý provoz.

## Programové schéma
- Astromix – nonstop hity
- Mozaika
- 3 x s … – 3 videoklipy od jednoho interpreta
- Galaxie dance mix – taneční hudba
- Pecky – rock a tvrdá muzika
- Zlaté hity Galaxie – videoklipy z 60.–80. let
- Hvězdný prach – filmová hudba
- Megahity – oficiální hitparáda Top 20 TV Galaxie, moderátor Martin Stratílek
- Czech Dance Charts – hitparáda nejhranějších písniček na diskotékách, moderátor Martin Hájek
- Dej fant! – soutěžní pořad, moderátor Hana Shánělová, režie Vladimír Linduška
- Videoautomat – písničky na přání, moderátor Jakub Schmidt, Lenka Štolovská, Jakub Ženka, Dan Rumplík
- Farkyáda – zábavný pořad, moderátor Pavel Farkas

## Příjem

### Terestrický
- Vysílač Chlum 1 kW
- Vysílač na Technickém muzeu v Praze

### Kabelový
- INNET
- CODIS DATTEL
- KABELNET
- KABEL PLUS

### Satelitní
- Kopernikus 2 (11,477/H) nekód.

## TV Praha a TV Hradec Králové
V roce 2003, po majetkovém propojení s TV Prima, bylo vysílání TV Galaxie a TV3 nahrazeno novými stanicemi TV Praha a TV Hradec Králové. Jejich provoz byl ukončen v roce 2005.